# ضوء الشمس (فلم 2007)
ضوء الشمس (بالإنجليزية: Sunshine) هو فيلم إثارة وخيال علمي تم إنتاجه في المملكة المتحدة وصدر في سنة 2007. الفيلم من إخراج داني بويل ومن بطولة سيليان مورفي، هيرويوكي ساندا وميشيل يوه.

## القصة
يتم إرسال فريق دولي من رواد الفضاء في مهمة خطيرة لإشعال الشمس المشرفة على الموت باستخدام قنبلة انشطارية نووية في سنة 2057.

## الميزانية والإيرادات
بلغت تكلفة إنتاج الفيلم حوالي 40 مليون دولار بينما حقق أرباحا تقدر بـ 32 مليون دولار.

## الاستقبال
حصل الفيلم على مراجعات إيجابية بنسبة 75% في موقع الطماطم الفاسدة. كما تم ترشيح الممثل سيليان مورفي لجائزة أفضل ممثل في حفل جوائز السينما المستقلة البريطانية.

## وصلات خارجية
- مقالات تستعمل روابط فنية بلا صلة مع ويكي بيانات